# Sparedrus nebulosus
Sparedrus nebulosus là một loài bọ cánh cứng trong họ Oedemeridae. Loài này được Fairmaire miêu tả khoa học năm 1891.